# Акимовка (Акмолинская область)
Аки́мовка (каз. Акимовка) — село в Астраханском районе Акмолинской области Казахстана. Входит в состав Кызылжарского сельского округа. Код КАТО — 113645200.

## География
Село расположено в северо-восточной части района, на расстоянии примерно 50 километров (по прямой) к северо-востоку от административного центра района — села Астраханка, в 17 километрах к северо-востоку от административного центра сельского округа — села Жана-Турмыс.
Абсолютная высота — 314 метров над уровнем моря.
Климат холодно-умеренный, с хорошей влажностью. Среднегодовая температура воздуха положительная и составляет около +3,6°С. Среднемесячная температура воздуха в июле достигает +19,9°С. Среднемесячная температура января составляет около -15,0°С. Среднегодовое количество осадков составляет около 425 мм. Основная часть осадков выпадает в период с июня по август.
Ближайшие населённые пункты: село Журавлёвка — на западе, Малоалександровка — на востоке.
Севернее села проходит автомобильная дорога областного значения — КС-8 «Новый Колутон — Акколь — Азат — Минское».

## Население
В 1989 году население села составляло 668 человек (из них казахи — 26 %, русские — 26 %, украинцы — 23 %).
В 1999 году население села составляло 647 человек (313 мужчин и 334 женщины). По данным переписи 2009 года, в селе проживало 406 человек (203 мужчины и 203 женщины).
| Численность населения | Численность населения | Численность населения |
| 1989                  | 1999                  | 2009                  |
| --------------------- | --------------------- | --------------------- |
| 668                   | ↘647                  | ↘406                  |

## Улицы
- ул. Сарыколь[6]